# Esquirol llistat de Khul
L'esquirol llistat de Khul (Funisciurus congicus) és una espècie de rosegador de la família dels esciúrids. Viu a Angola, la República Democràtica del Congo i Namíbia. Es tracta d'un animal diürn i arborícola que tanmateix passa bastant temps buscant aliment a terra. El seu hàbitat natural són els boscos en els quals els arbres tenen un dosser exuberant. És una espècie en risc mínim, és a dir, no sembla que hi hagi cap amenaça significativa per a la seva supervivència.